# Joan Cabanilles
Juan Bautista José Cabanilles, baptisé le 6 septembre 1644 à Algemesí (province de Valence) et mort le 29 avril 1712 à Valence, est un organiste et compositeur espagnol. 

## Biographie
Cabanilles commença sa carrière de musicien probablement comme choriste de l'église de sa ville natale. Par la suite il reçut l'instruction nécessaire à la prêtrise à la cathédrale de Valence, qui incluait une formation musicale.
Le 15 mai 1665, alors âgé de 20 ans, il fut nommé organiste suppléant de la cathédrale. Un an plus tard, le titulaire étant décédé, il reçut sa charge. Il fut ordonné prêtre le 22 septembre 1668. Il exerça sa fonction d'organiste pendant 45 ans, mais à partir de 1703, fut assisté et souvent remplacé pour des raisons de santé. De 1675 à 1677 il fut aussi responsable de la formation des jeunes choristes de la cathédrale. Avec Pedro de Araújo, il représente l'école ibérique ancienne.

## Compositions
Cabanilles est considéré comme un des grands compositeurs espagnols. De nombreuses œuvres sont des pièces de virtuosité et de conception audacieuse.
La plus grande partie de ses manuscrits est conservée à la Bibliothèque nationale de Catalogne.
Parmi les œuvres parvenues jusqu'à nous :
- de nombreuses pièces pour orgue : tientos, toccatas, passacailles, paseos, etc., dont la fameuse Batalla I Imperial « de cinquè to », aussi attribuée à Johann Kaspar Kerll.
- des pièces vocales, dont certaines à 13 voix, ainsi que Mortales que amáis, un des sommets de l'art doloriste polyphonique.

## Exemples à écouter
« Tiento de primo tono » (tiento du premier ton). On remarque l'entrée progressive des voix, alto, ténor, basse et soprano, avec un même thème, forme qui préfigure la fugue, l'ensemble étant traité comme un quatuor.
Registration :
- Main gauche : Bourdon, Doublette
- Main droite : Cornet
- Pédale : Voix Humaine

« Tiento de octavo tono » (tiento du 8e ton). D'une rare difficulté, c'est un quatuor (deux voix par main) qui ne laisse pas un seul instant de répit à l'organiste.
Registration :
- Deux dessus : Principal et Sesquialtera, puis Cromorne, + Chamades à la fin.
- Basse et Taille : Régale espagnol, + Trompette à la fin.

## Discographie
- Tientos y Passacalles par Los Músicos de Su Alteza, L.A. González (dir.), Willem Jansen, orgue San Pablo de Saragosse (1998, Éditions Hortus) (Diapason d'or)
- Batalles, Tientos & Passacalles par Hespèrion XX, dir. Jordi Savall (juin/septembre 1996, Alia Vox)
- La Glòria Musical del Barroc Valencià (2010, 2 CD, Fundació La Llum de les Imatges).